# Arme biologique

Symbole international du risque biologique.

Une arme biologique est une arme utilisant des organismes (germes pathogènes ou autres) destinés à affaiblir les armées ou les populations ennemies par la propagation de maladies pouvant être mortelles ou simplement incapacitantes. Leur potentiel de nuisance est tel qu'elles ont été classées dans les armes de destruction massive.
Les armes biologiques comprennent les armes bactériologiques et les armes virologiques.

## Historique

### Antiquité
La première mention documentée sur l'usage d'une arme biologique date de 1350 av. J.-C.au Moyen-Orient : les Hittites laissent volontairement dans leurs villages pillés des béliers contaminés par la bactérie Francisella tularensis de la tularémie.
En Chine, l'envoi de cadavres de pestiférés dans les villes assiégées constitua sans doute aussi un des premiers exemples d'arme bactériologique, bien que personne ne sût à l'époque ce qu'était une bactérie[Quand ?].
Homère raconte dans l’Iliade et l’Odyssée que durant la guerre de Troie, l'extrémité des flèches et des lances était enduite de poison. Durant la première guerre sacrée, les Athéniens empoisonnèrent l'eau de la ville assiégée de Cirrha, près de Delphes, avec l'hellébore.
Le commandant romain Manius Aquilius empoisonna lui aussi les puits d'eau des villes assiégées aux alentours de 130 av. J.-C.
Certains considèrent aussi l'utilisation de serpents venimeux contre les Romains par Hannibal comme une arme biologique[réf. nécessaire].

### Moyen Âge
Au cours du Moyen Âge, en Europe occidentale, on faisait de même en contaminant les puits par des excréments. Les techniques de poliorcétique pouvaient intégrer le lancement, par-dessus les murs d'enceinte des villes assiégées, de barils contenant des excréments ou des cadavres en putréfaction dans le but de démoraliser l'ennemi ainsi que d'y propager des maladies[réf. nécessaire].
L'emploi de cette technique est illustrée par le siège de Caffa (l'actuelle Théodosie en Crimée) en 1346. Ce comptoir génois de la mer Noire était en effet assiégé par une armée dite tatare, dirigée par le général Kiptchäk khän Jambeg. Une épidémie grave éclata durant l'été 1346 dans les rangs des assaillants, à la plus grande joie des défenseurs du port qui y virent leur salut. Mais le général tatare retourna cette situation à son avantage en décidant de catapulter derrière les murs de la ville les cadavres pestiférés de ses soldats, provoquant ainsi rapidement la mort de la plupart des assiégés. La célébrité de cet épisode vient du fait que les historiens pensent que ce sont les navires génois de retour de Caffa qui propagèrent une maladie qui décima près de la moitié des Européens à partir de 1347 : la peste noire.

### Révolution industrielle

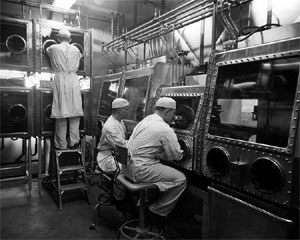
Chercheurs travaillant dans un laboratoire du United States Army Biological Warfare Laboratories, Fort Detrick, (Maryland) dans les années 1940.

À la fin du XIXe siècle, alors que la France pleure l'Alsace et la Moselle perdues, l'humoriste Alphonse Allais relance l'idée d'une guerre bactériologique : « au lieu de déclarer la guerre aux Allemands, on leur déclarera la peste ou le choléra ! ». Les premières recherches scientifiques sont engagées par Louis Pasteur qui, après avoir élaboré sa « théorie des germes », expérimenta la destruction des lapins par le microbe du choléra des poules dans la propriété de la veuve Pommery en 1887. S'ensuivent des recherches militaires sur les armes chimiques et biologiques.
Les protagonistes de la Grande Guerre utilisent surtout les gaz chimiques, l'arme biologique, pas encore au point, n'étant utilisée que de façon anecdotique contre le parc animalier. Il existe des preuves de l'utilisation des chevaux par les Allemands comme cobayes pour leurs armes biologiques et chimiques. Les agents déployés sur le territoire américain sont suspectés d'avoir infecté la morve à des troupeaux entiers de bovins et équidés destinés à partir pour la France. Des tactiques similaires sont utilisées par les Allemands contre les Russes, provoquant une détérioration de leur capacité à déplacer leur artillerie sur le front oriental, et par les Français contre les Allemands avec la maladie du charbon et la morve.
Les services vétérinaires des armées françaises et allemandes ont comptabilisé respectivement 60 000 et 30 000 cas de morve chez leurs chevaux durant la durée de la guerre sans qu'il soit possible de déterminer quelle est la part de l’origine naturelle et celle de l’origine volontaire.
On sait, en revanche, que les épidémies qui se déclarent à bord de navires de transport voguant vers les ports alliés obligent ceux-ci à faire demi-tour avec, entre autres, 1 500 chevaux malades vers le Portugal, ou 4 500 mulets vers l’Argentine.
Le programme de guerre biologique de l'Union soviétique était principalement basé sur le programme bactériologique préexistant de l'Empire russe, qui a commencé en 1885 avec la création de la première station bactériologique russe. L'Union soviétique a officiellement lancé son programme de guerre biologique en 1928, mais les preuves semblent conclure que le programme avait commencé officieusement au plus tard en 1924.
Le 17 juin 1925 est signé le protocole de Genève qui prohibe l'emploi à la guerre de gaz asphyxiants, toxiques ou similaires et de moyens bactériologiques. Cependant il n'interdit pas les recherches. Ainsi la France crée une « Commission de bactériologie » en 1921 pour établir une politique de guerre biologique. Le Royaume-Uni se dote d'une unité spéciale sur les armes biologiques, à Porton Down en 1940 : il réalise des tests sur l'île Gruinard, en Écosse, qui est contaminée en 1942 par la maladie du charbon (5 millions de tourteaux comprenant de l'anthrax furent produits) qui y persista les 48 années suivantes. Les États-Unis créent un centre de recherche en 1943 et dès l'année suivante, une installation d'essai sur site était opérationnelle. En Union soviétique, un programme d'armement biologique débute dès 1927. Il fournit toute une série d'agents pathogènes capables de provoquer la tularémie, le typhus ou la fièvre Q mais qui ne seront pas utilisés pendant la Seconde Guerre mondiale.
Lors de l'expansion de l'empire japonais pendant la guerre sino-japonaise (1937-1945), Hirohito autorise par mandat impérial la création d'une unité de recherche bactériologique qui pratiqua des expérimentations sur des milliers de cobayes humains. Ces armes furent employées à maintes reprises en Extrême-Orient par l'armée impériale jusqu'à la fin de la Seconde Guerre mondiale notamment lors de la bataille de Changde.
L'Allemagne nazie crée en 1943 un petit centre de recherche d'armement biologique à Posen, centre qui sera repris par les soviétiques en 1945. À la fin de la Seconde Guerre mondiale, la faisabilité des armes biologiques est clairement établie.

### Controverse durant la Guerre de Corée
Lors de la guerre de Corée, dans une note datée du 21 décembre 1951, le secrétaire d'État américain à la Défense, Robert Lovett, demanda aux chefs d'état-major interarmes (Joint Chiefs of Staff) de fournir des directives « pour l'emploi d'armes chimiques et bactériologiques ». Selon la Chine et la Corée du Nord, ces armes auraient été utilisées par les Américains sur une grande échelle dès le début de l'année 1952. L'utilisation de l'arme biologique fut mise en cause, à tort, le 22 février 1952 lorsque le ministre des Affaires étrangères nord-coréen, Pak Hon-yong, accusa officiellement les Américains d’avoir répandu en Corée du Nord des « insectes-vecteurs » diffusant la peste, le choléra et « d’autres maladies ». Deux jours plus tard, Zhou Enlai porta la même accusation et, le 8 mars, il affirma qu’entre le 29 février et le 5 mars des avions américains avaient répandu à soixante-huit reprises des insectes porteurs de germes pathogènes sur la Mandchourie.
Le 12 mars 1952, le secrétaire d’État américain Dean Acheson sollicita officiellement le Comité international de la Croix-Rouge (CICR) de mener une enquête dans les régions signalées par les Nord-Coréens et les Chinois. Le CICR présenta sa requête le même jour à la Corée du Nord et à la Chine, puis de nouveau le 28 mars, le 31 mars et le 10 avril. Ses démarches ne reçurent jamais de réponse de la part des autorités chinoises et nord-coréennes. Les États-Unis soumirent alors au Conseil de sécurité des Nations unies un projet de résolution en vertu de laquelle le CICR serait invité à mener des investigations en Chine et en Corée du Nord. Malgré dix voix sur onze en faveur de la motion américaine, le projet de résolution ne put être adopté, l'URSS y mettant son veto. Après une nouvelle initiative américaine à l’ONU, en avril 1953, elle se déclara prête à retirer ses accusations, à condition que les États-Unis, de leur côté, renoncent à demander une investigation. Dès lors, il paraissait clair que les allégations de la Corée du Nord reposaient sur des preuves forgées de toutes pièces. Ce fut effectivement le cas. En effet, des documents soviétiques publiés en 1998 évoquent une mise en scène macabre organisée par les Nord-Coréens et leurs conseillers soviétiques. Ainsi, le 18 avril 1953, le lieutenant-général V. N. Razuvaev, ambassadeur soviétique en Corée du Nord, informa Beria, membre du Politburo et chef de la Sécurité d'État, le futur KGB, qu’en février/mars 1952, « en collaboration avec des conseillers soviétiques, un plan d’action avait été imaginé par le ministère de la Santé nord-coréen » et que, par la suite, les mesures suivantes furent prises : mise en quarantaine de régions qu’on prétendait infectées de la peste ; enfouissement de cadavres dans des fosses communes, puis révélation de ces charniers à la presse internationale ; envoi à Pékin de « matériel » en vue de son exhibition, avant l’arrivée prévue des deux commissions internationales autorisées à l'examiner,.
Le 2 mai 1953, le Kremlin chargea l’ambassadeur soviétique à Pékin, V. N. Kuznetsov, de transmettre le message suivant à Mao : « Le gouvernement soviétique et le Comité central du PCUS furent induits en erreur. La diffusion par la presse d’informations concernant l’utilisation par les Américains d’armes bactériologiques en Corée était basée sur des informations fallacieuses. Les accusations contre les Américains étaient fausses. » Et, à l’intention du chargé d’affaires soviétique en Corée du Nord : « Nous recommandons que la question d’une guerre bactériologique […] ne soit plus abordée au sein d’organisations internationales et d’organes de l’ONU. […] Les ouvriers soviétiques impliqués dans la fabrication de la prétendue preuve d’un emploi d’armes bactériologiques seront sévèrement punis. »
La thèse chinoise et nord-coréenne fut reprise en 1998 par deux historiens canadiens, Stephen Endicott et Edward Hagerman, professeurs à l'Université York (Toronto) et auteurs de The United States and Biological Warfare. Secrets from the Early Cold War and Korea (Indiana University Press, Bloomington et Indianapolis, 1998), puis de nouveau dans un article publié dans la collection Manières de voir du Monde diplomatique (août-septembre 2003). Dans cet article, MM. Endicott et Hagerman disent s'être appuyés sur des archives américaines « dévoilées parcimonieusement » (cf. plus bas le commentaire du professeur Ed Regis) et sur des documents provenant des archives gouvernementales et militaires de Pékin. Ils citent par ailleurs un extrait d’une lettre du 12 avril 1977 envoyée à M. Endicott par M. John Burton, chef démissionnaire du département australien des Affaires étrangères en 1952 et membre de la International Scientific Commission ayant examiné le « matériel » bactériologique fourni par les Chinois (cf. plus haut le rapport de Razuvaev à Beria). « Je suis allé en Chine en 1952, écrit John Burton, pour évaluer les affirmations sur la guerre bactériologique. Sans détailler les preuves, je suis revenu convaincu que les officiels chinois croyaient que celles-ci étaient concluantes. À mon retour, Alan Watt, mon successeur comme chef du département australien des affaires étrangères, m'a informé que, à la lumière de mes déclarations, il avait cherché des réponses à Washington et qu'il avait été informé que les Américains avaient utilisé des armes biologiques en Corée, mais uniquement à titre expérimental ».
Les documents d'archives américains et les témoignages recueillis par les professeurs Endicott et Hagerman font état d'un programme complet d'armes biologiques : « bombes à plumes », porteuses de spores du charbon céréalier, aérosols provoquant l'infection des voies respiratoires, « insectes vecteurs » pouvant diffuser le choléra, la dysenterie, la typhoïde et le botulisme. Ces armes devaient être opérationnelles pour le 1er juillet 1954, « avec des capacités […] susceptibles d’être mises en œuvre dès le mois de mars 1952 ». « Est-ce que les Américains se sont livrés en Corée à des expériences destinées à tester l’efficacité de ces armes ? » se demandent MM. Endicott et Hagerman. La réponse est positive, disent-ils, « selon des documents conservés dans les archives gouvernementales et militaires chinoises » et selon le rapport d’un expert canadien qui concluait que, « malgré quelques anomalies, les indices chinois étaient fiables. » MM. Endicott et Hagerman admettent cependant que « parmi les réfutations les mieux connues » des accusations chinoises et nord-coréennes figure « un rapport rédigé par trois savants canadiens à la demande du gouvernement américain. » Dans un article paru le 27 juin 1999 dans le New York Times, Ed Regis, professeur à la Rutgers University et auteur de The Biology of Doom: The History of America's Secret Germ Warfare Project (New York: Henry Holt and Company, 1999), souligne que, dans leurs travaux, Endicott et Hagerman reconnaissent implicitement que vingt années de recherches ne leur ont pas permis de découvrir un seul document d’archives américain qui prouverait une utilisation quelconque de l'arme bactériologique en Corée et en Chine. Ils acceptent les documents de circonstance fournis par les Chinois et les Nord-Coréens sans la moindre analyse quant à leur fiabilité, dit le professeur Regis, alors qu'on sait pertinemment que les Chinois et les Nord-Coréens récrivaient l’histoire dans un but propagandiste, et qu’ils avaient les moyens, les motifs et l’occasion de forger des preuves. Par conséquent, conclut-il, l’allégation extrêmement contestable d’Endicott/Hagerman (« their extraordinary dubious claim ») équivaut en fait à une disculpation de l’accusé. Les historiens ont mis en évidence que la guerre bactériologique américaine n'a jamais existé et qu'elle a été montée de toutes pièces par le journaliste australien Wilfred Burchett, qui était un agent d'influence travaillant pour le compte de l'URSS (voir la maîtrise d'histoire de Bertrand Maricot, sous la direction de J.-F. Sirinelli et I. Yannakakis, La guerre bactériologique en Corée et les intellectuels français, Lille 3, 199 pages, 1993). Le journaliste français Pierre Daix a démontré dès 1976, dans son ouvrage J'ai cru au matin, comment l'Australien avait construit cette affaire. Peut-être même d'après Ivan Cadeau qui donne raison à la thèse d'un montage communiste, des prisonniers de guerre américains ont-ils été torturés par les Sino-Nord-Coréens pour les obliger à avouer le forfait. Malgré tout Ivan Cadeau relève que « la défense américaine est mise à mal par la position ambigue des États-Unis sur la question des armes bactériologiques » et que « Leur refus de signer les protocoles de Genève du 17 juin 1925 interdisant l'emploi des gaz et autres armes chimiques et bactériologiques fournit un prétexte commode aux communistes en même temps qu'il est de nature à entretenir le soupçon chez certains de leurs alliés ». En 1950 le secrétaire de la Défense Louis Arthur Johnson reconnaît que les États-Unis mènent des recherches sur les armes bactériologiques ; le 31 octobre 1951 le général MacAuliffe déclare que « l'emploi de l'arme bactérienne constitue une manœuvre idéale, car on peut l'utiliser sans que cela se remarque ». D'autres officiels et militaires américains avaient affirmé « que cette arme a la particularité de ne s'attaquer "qu'aux" (sic) vies humaines, épargnant les infrastructures ». Et autre fait qui nuance la version du montage communiste délibéré, les Sino-Nord-Coréens et leurs alliés exploitaient les complicités américaines d'après-guerre avec les criminels de guerre de l'Unité 731 de l'armée impériale japonaise et de son chef, qui procédèrent à des essais bactériologiques en 1939 contre les troupes soviétiques, puis à la fin de la guerre contre les populations chinoises.

### Guerre froide
Durant les premières décennies de la guerre froide, les grandes puissances ont continué leurs recherches dans ce domaine jusqu'à l'arrêt unilatéral des États-Unis en 1968 (Richard Nixon considère que son arsenal nucléaire est suffisant pour se protéger ou attaquer) et la signature de la Convention sur l'interdiction des armes biologiques le 10 avril 1972 (entré en vigueur le 26 mars 1975). Cependant, des programmes d’armes biologiques se poursuivent toujours, comme en témoigne l'usine de production d'armes bactériologiques de Sverdlovsk (actuellement Ekaterinbourg) qui laisse échapper de l'anthrax le 30 mars 1979 ; l'épidémie fait entre 66 et 600 morts selon les sources.
Les soviétiques ont en effet lancé dès 1973 un immense programme secret de recherche et d'essai en arme biologique nommé Biopreparat,. Il fut de très loin le plus important de l'Histoire. A son pic dans les années 1980, l'Union soviétique avait une production annuelle des agents suivants :
- 1 500 tonnes de tularémie
- 4 500 tonnes d'anthrax
- 150 tonnes de VEE
- 1 500 tonnes de peste
- 100 tonnes de variole
- 2 000 tonnes de morve
- 250 tonnes de Marburg

Contre moins de 6 tonnes tout agents confondu par an dans les années 1960 aux États-Unis.
Entre 1975 et 1983, des cas d’intoxication causés par ce que l’on a nommé la « pluie jaune (en) », basé sur de la mycotoxine T2 ont aussi été constatés en Asie du Sud-Est, au Laos et au Cambodge.
Le projet d'État « Coast », mené par Wouter Basson (surnommé « Docteur la mort »), à l'encontre des populations noires en Afrique du Sud dans les années 1980 n'est révélé que 10 ans plus tard,.
Des inspections des Nations unies en Irak, menées dans le cadre de l’accord de cessez-le-feu ayant mis fin à la seconde guerre du Golfe, ont révélé un programme de guerre biologique d’envergure, à un stade déjà avancé. Le gouvernement irakien avait des stocks considérables d'armes biologiques : anthrax, aflatoxine et de bactéries Clostridium perfringens pouvant causer la gangrène et la ricine et des recherches furent également effectuées sur la bactérie Salmonella et le choléra selon une révélation aux inspecteurs de l'ONU du docteur Dr Rihab Taha, chef du programme d'armes biologiques irakien pendant 7 ans, jusqu'en 1995,.
D'après le groupe Australie, en 1992, le président russe Boris Eltsine a admis que l’Union soviétique avait mené un programme d’armes biologiques massives au cours des vingt années précédentes. Une grande partie de ses stocks ont été détruits dont 100 à 300 tonnes de bacilles de charbon en 2003 à Kantubek par le Defense Threat Reduction Agency (« agence de réduction des menaces ») du département de la Défense des États-Unis.
Des rapports suggèrent que plusieurs pays continuent d’entreprendre recherche et développement dans les armes biologiques offensives.
En 2019, des discussions sont en cours aux États-Unis pour savoir si la maladie de Lyme a été utilisée comme arme biologique,.

## Arme biologique à destruction ethnique

### Delaware
Une correspondance avec son subalterne, le colonel Henri Bouquet, mercenaire d'origine suisse, révèle qu'en 1763 le général britannique Jeffery Amherst, assigné aux Treize colonies, suggéra de distribuer des couvertures infectées par la variole (petite vérole) à des membres de la tribu des Delaware durant le siège de Fort Pitt. Il n'est pas certain que cette idée ait été réellement mise en œuvre ; si des couvertures ont été distribuées, ce n'est vraisemblablement pas sur ordre d'Amherst. Une épidémie de variole s'est effectivement répandue parmi les Amérindiens à cette époque, mais les épidémies étaient courantes depuis l'arrivée des colons. Le phénomène s'est produit dans plusieurs autres régions sur d'autres continents (entre autres en Nouvelle-Zélande) dans des conflits impliquant l'armée britannique. Des militants anticolonialistes sont allés jusqu'à parler de guerre biologique,.

### Projet Coast
Le Projet Coastétait un programme d'armes bactériologiques et chimiques secret-défense du gouvernement d'Afrique du Sud durant l'apartheid. Ce programme visait à contrôler la démographie de la population noire d'Afrique du Sud en créant des poisons bactériologiques ne s'attaquant qu'à la population noire. Ce programme était dirigé par Wouter Basson (surnommé « Docteur La Mort »).
Plusieurs « dirty tricks » (« jeux sournois » ou « sales coups ») ont été observés entre 1970 et 1990, avec du poison retrouvé sur des T-shirts, dans de la nourriture, sur des enveloppes, des cigarettes, du botulinum dans le lait, des tournevis et des parapluies empoisonnés ou du paraboxon[Quoi ?] dans du whisky[réf. nécessaire].
En 1983, un poison créé en vue de tuer une partie de la population noire est terminé et déclaré opérationnel, de grandes réserves de ce poison sont faites, elles seront d’après des sources officielles toutes détruites à la fin de l'apartheid, en revanche d'autres personnes affirment que le gouvernement des États-Unis aurait racheté ces réserves de poison,.
Un poison capable de stériliser les femmes (à destination des femmes noires) a aussi été créé durant le Projet Coast,.